# تابی کمه
تابی کمه (به آلمانی: Tabea Kemme، زادهٔ ۱۴ دسامبر ۱۹۹۱) بازیکن فوتبال اهل کشور آلمان است. وی همکنون برای باشگاه اف. اف. سی توربین پوتسدام و در بوندسلیگا بازی می‌کند. وی همچنین بازیکن تیم ملی فوتبال زنان آلمان نیز هست.